# فرانکفورت (روستا، نیویورک)
فرانکفورت (به انگلیسی: Frankfort) یک منطقهٔ مسکونی در ایالات متحده آمریکا است که در Frankfort واقع شده‌است. فرانکفورت ۲٫۶۷ کیلومتر مربع مساحت و ۲٬۵۹۸ نفر جمعیت دارد و ۱۲۴ متر بالاتر از سطح دریا واقع شده‌است.